# 豊場
豊場（とよば）は、愛知県西春日井郡豊山町の大字である。

## 地理
豊山町の南半分を占め、北で青山と接し、東で春日井市、南で名古屋市北区、西で北名古屋市と接する。
南西部や南東部には河川が流れるが、全て庄内川水系の河川である。
県営名古屋空港を抱え、多くの関連施設も設置されている。
大字内には41の小字が設定されている他、豊山町大字豊場1番地が三菱重工業名古屋航空宇宙システム製作所に設定されている。

### 河川
- 大山川
  - 久田木川
  - 堂前川
- 如意申川

### 小字
| - 字青塚屋敷（あおつかやしき） - 字伊勢山（いせやま） - 字大山（おおやま） - 字下戸（おりど） - 字木戸（きど） - 字幸田（こうだ） - 字神戸（ごうど） - 字小道（こみち） - 字栄（さかえ） - 字沢口（さわぐち） - 字志水（しみず） - 字四面堂（しめんどう） - 字城屋敷（しろやしき） - 字新栄（しんえい） - 字新田町（しんでんちょう） - 字諏訪（すわ） - 字大門（だいもん） - 字高畑（たかはた） - 字高前（たかまえ） - 字多門寺（たもんじ） - 字殿釜（とのがま） | - 字鳥居前（とりいまえ） - 字中新田（なかしんでん） - 字中之町（なかのちょう） - 字中之道（なかのみち） - 字中道（なかみち） - 字流川（ながれがわ） - 字西之町（にしのちょう） - 字野田（のだ） - 字幟立（のぼりたて） - 字八反（はったん） - 字林先（はやしざき） - 字東古諏訪（ひがしふるすわ） - 字冨士（ふじ） - 字堀之内（ほりのうち） - 字前池（まえいけ） - 字丸田（まるた） - 字山方（やまかた） - 字四ツ塚（よつづか） - 字若宮（わかみや） - 字和合（わごう） |

## 歴史
西春日井郡豊場村を前身とする。江戸時代には尾張国名古屋藩によって治められていた。
1906年、青山村と合併し、豊山村となる。豊山の名は青山村、豊場村からそれぞれ一字ずつ取った合成地名である。1972年に町制を施行し、豊山町となった。

## 世帯数と人口
2015年（平成27年）10月1日現在の世帯数と人口は以下の通りである。
| 大字 | 世帯数    | 人口     |
| ---- | --------- | -------- |
| 豊場 | 4,949世帯 | 12,090人 |

### 人口の変遷
国勢調査による人口の推移
| 1995年（平成7年）  | 11,229人 | [ 5 ] |  |
| 2000年（平成12年） | 10,595人 | [ 6 ] |  |
| 2005年（平成17年） | 11,089人 | [ 7 ] |  |
| 2010年（平成22年） | 11,583人 | [ 8 ] |  |
| 2015年（平成27年） | 12,090人 | [ 2 ] |  |

## 施設

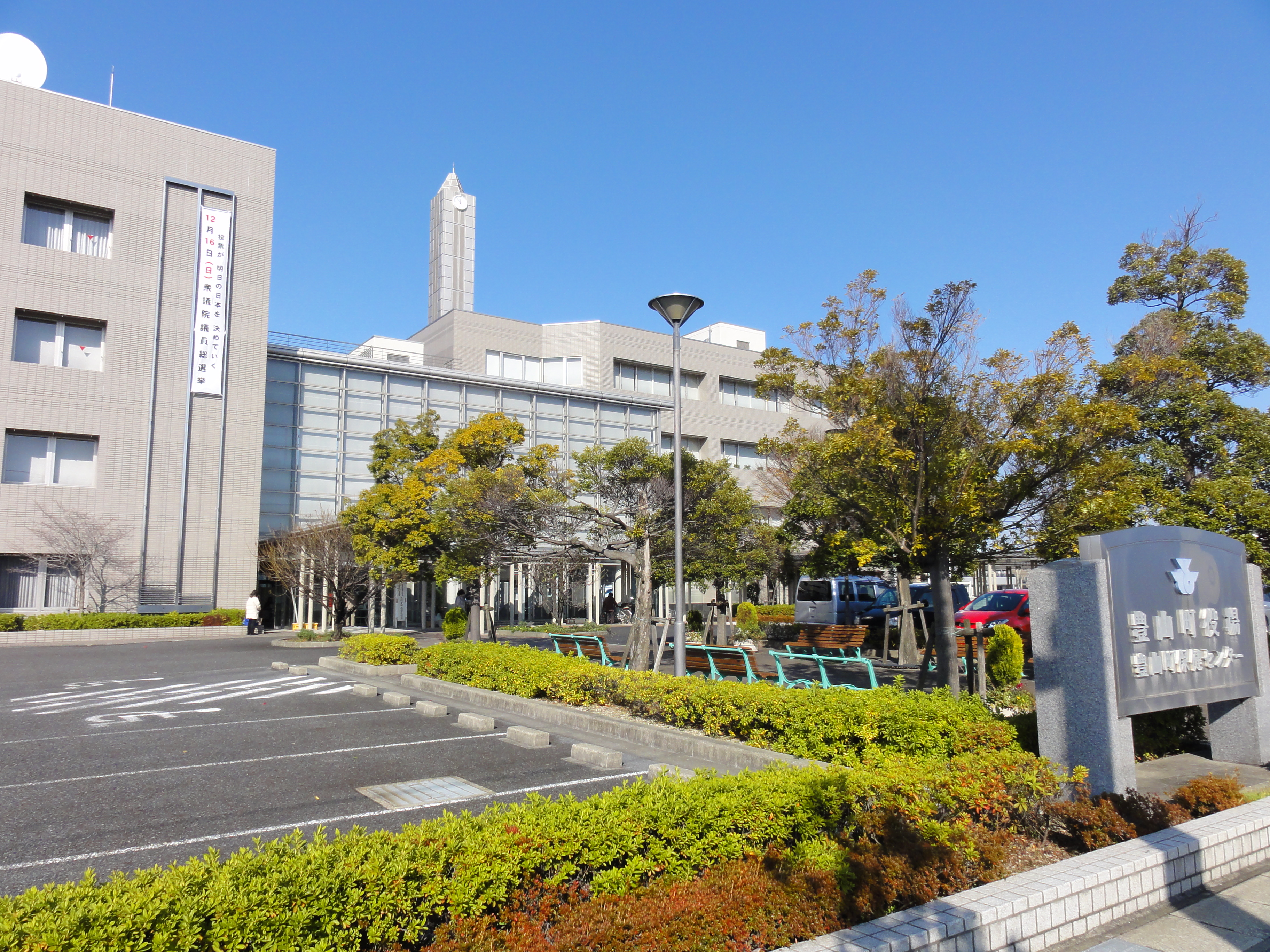
豊山町役場

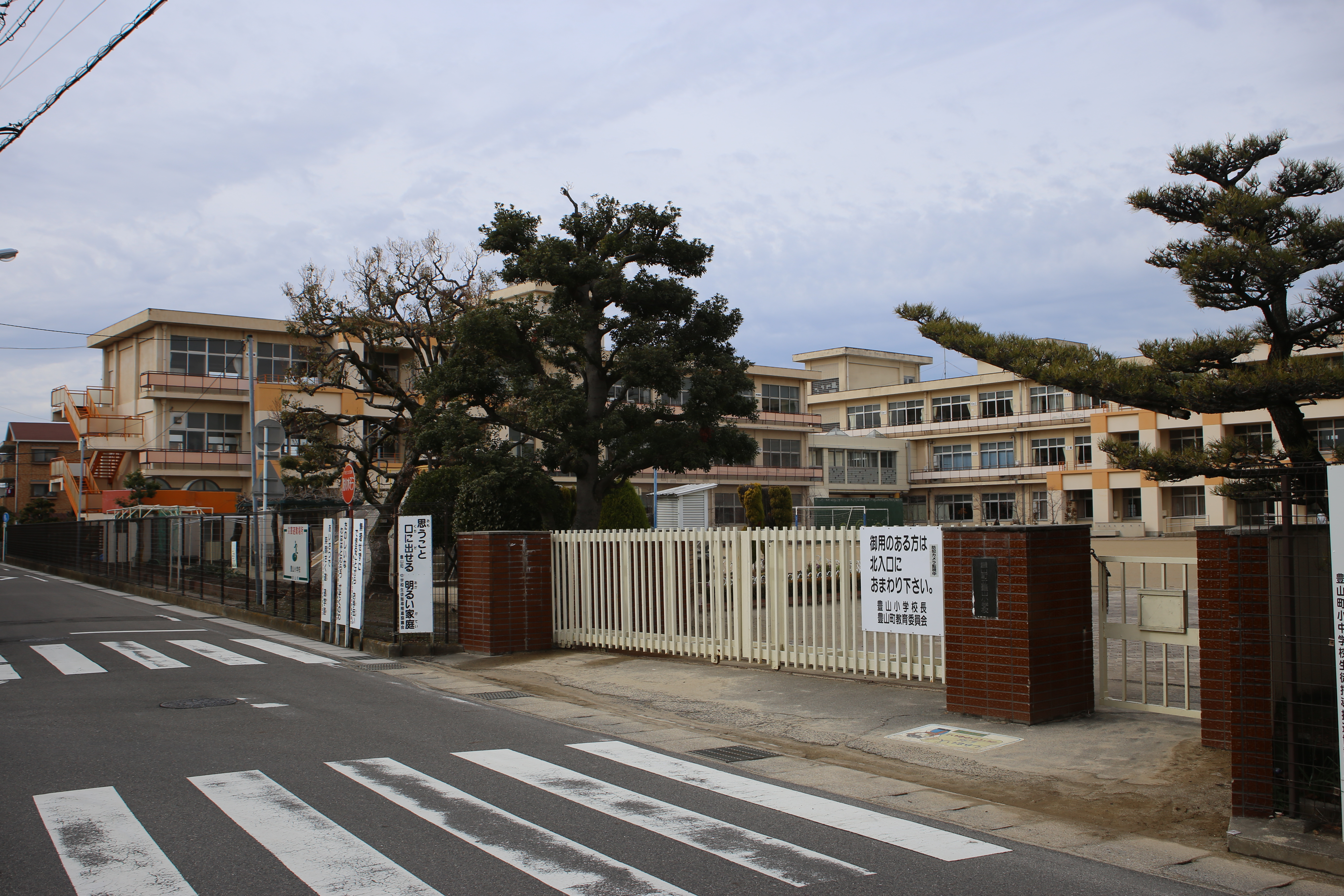
豊山町立豊山小学校

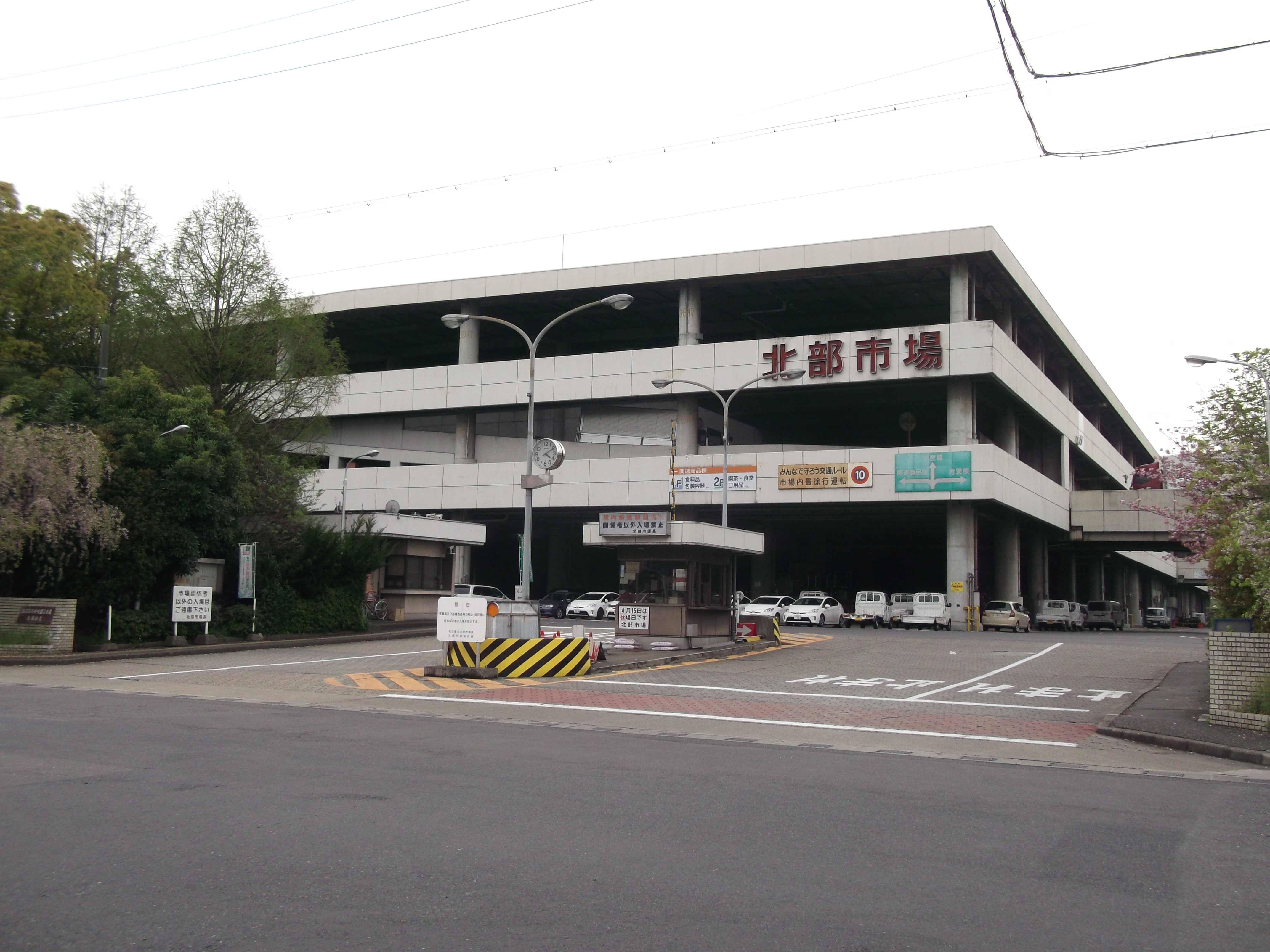
名古屋市中央卸売市場 北部市場

アイ・ファイン

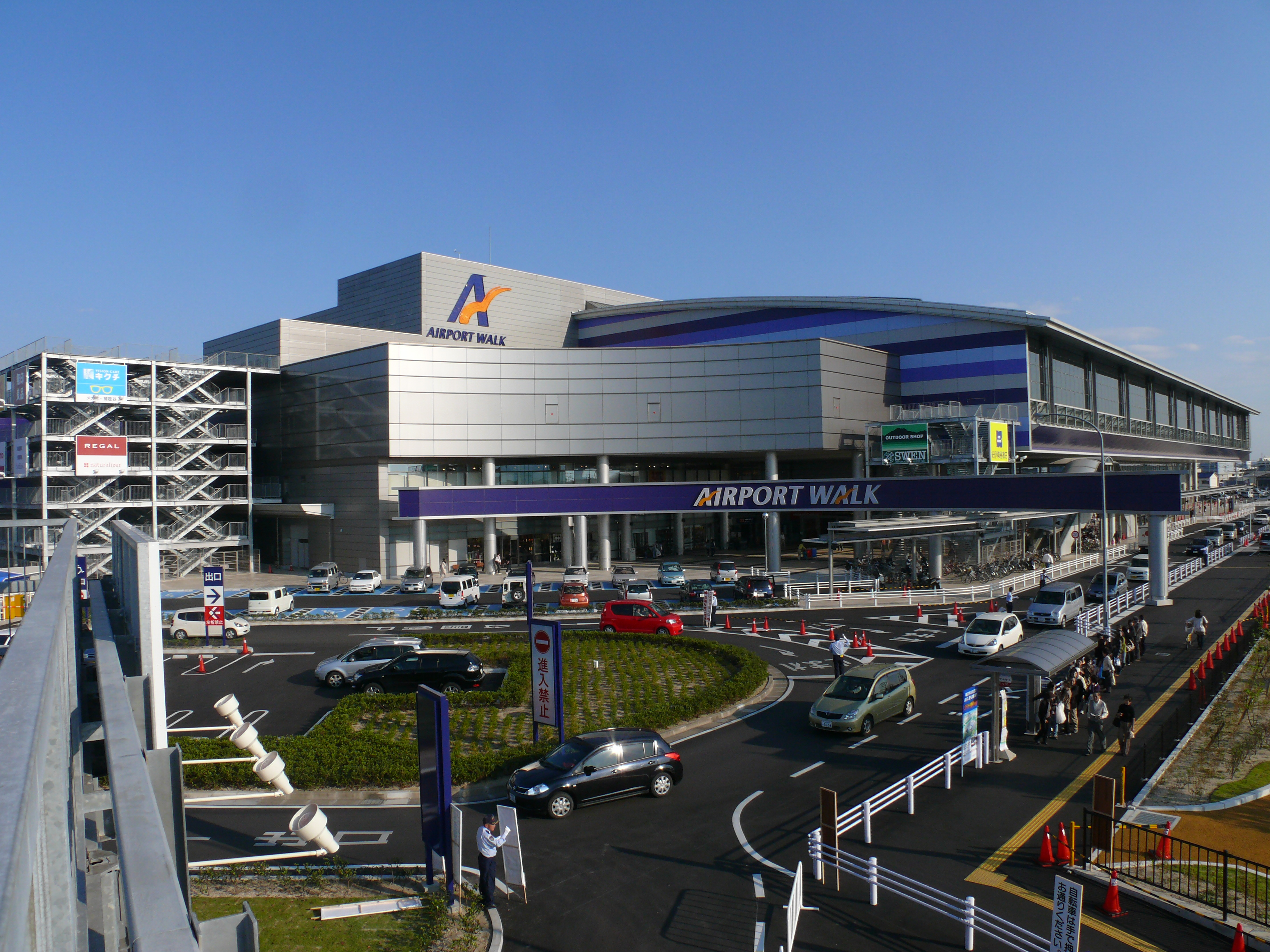
エアポートウォーク名古屋

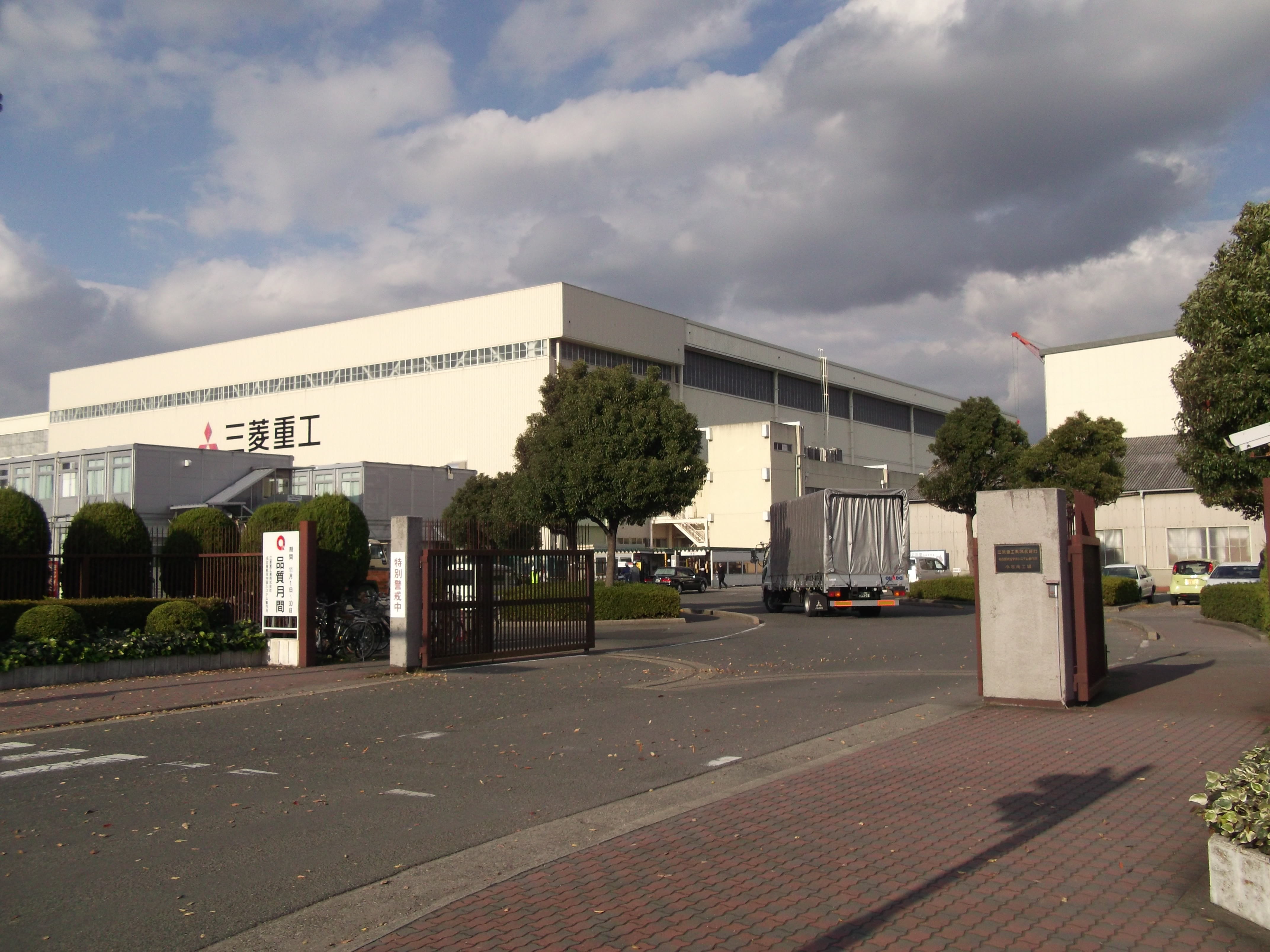
三菱重工名古屋航空宇宙産業システム製作所小牧南工場

- 豊山町役場
- 尾張中央農業協同組合豊場支店
- 豊山配水場
- 豊山郵便局
- 東濃信用金庫豊山支店
- イチロー記念館アイ・ファイン
- 豊山町総合福祉センターしいの木
- 豊山町立給食センター
- 名古屋市中央卸売市場北部市場
- 名古屋北部市場簡易郵便局
- 豊山町商工会館
- 豊山町社会教育センター
- 豊山町立豊山中学校
- 豊山町立豊山小学校
- 豊山町立志水小学校
- 豊山町立豊山保育園
- 豊山町立冨士保育園
- 天使幼稚園
- 西名公民館
- 中之町公民館
- 慈徳院
- 長寿寺
- 大乗寺
- 常安寺
- 冨士神社
- 八所神社

### 県営名古屋空港
- 県営名古屋空港事務所（字林先）
  - セントラルヘリコプターサービス（字林先）
  - 中日本航空格納庫（字殿釜）
  - エアポートウォーク名古屋（字林先）
  - 三菱重工業名古屋航空宇宙システム製作所（1番地）

## 交通

名古屋高速11号小牧線豊山南入口

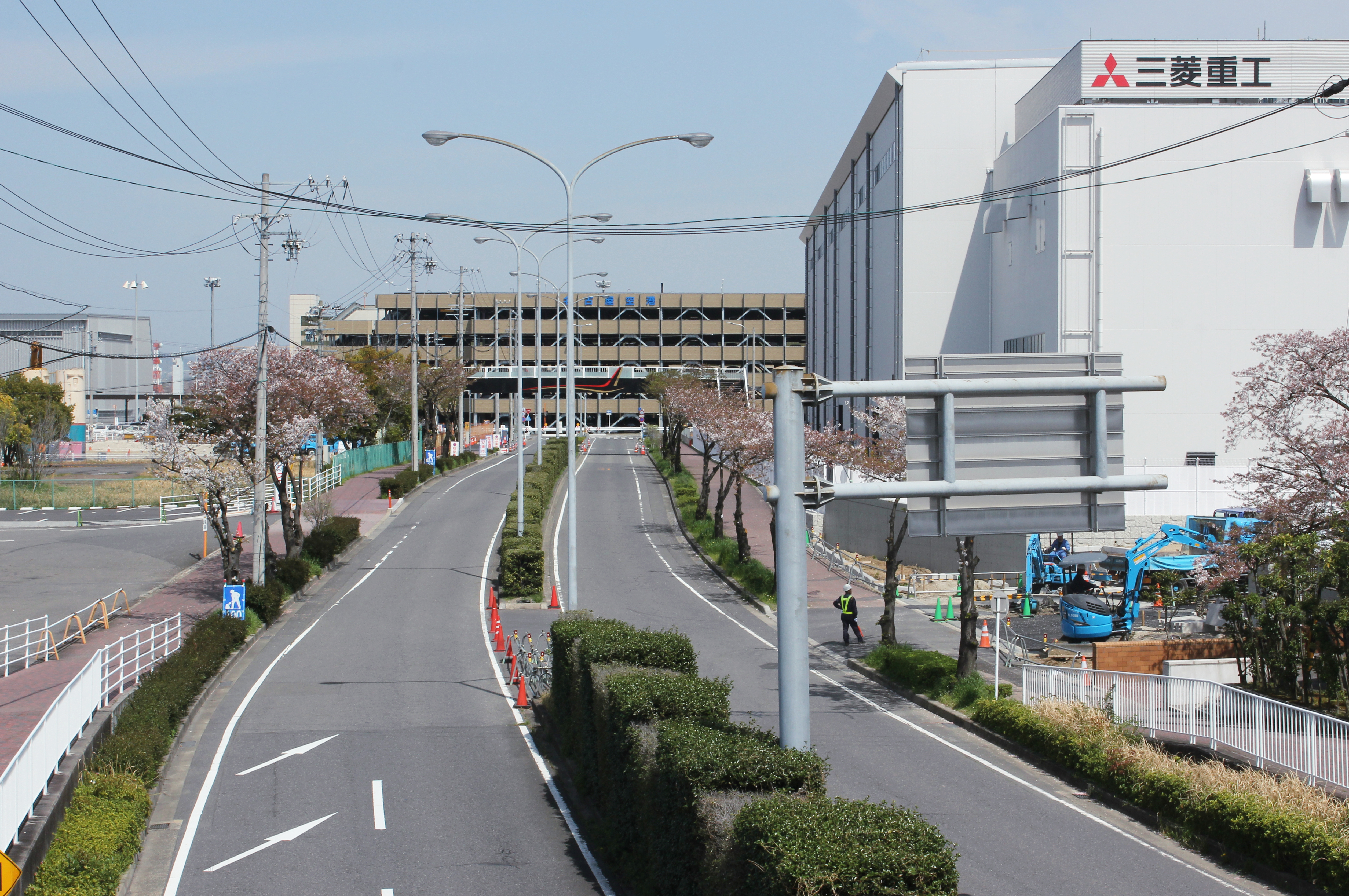
愛知県道448号名古屋空港中央線

### 空港
- 県営名古屋空港

### 自動車専用道路
- 名古屋高速11号小牧線
  - 豊山南出入口

### 一般国道・愛知県道
- 国道41号（名濃バイパス）
- 愛知県道62号春日井稲沢線
- 愛知県道161号名古屋豊山稲沢線
- 愛知県道447号名古屋空港線
- 愛知県道448号名古屋空港中央線

## その他

### 日本郵便
- 郵便番号 : 480-0202[3]（集配局：西春郵便局[9]）。